# George Wellesley

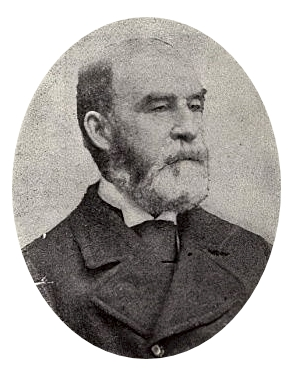
Admiral Sir George Greville Wellesley

Sir George Greville Wellesley, GCB (* 2. August 1814; † 6. April 1901 in London) war ein britischer Seeoffizier der Royal Navy, der unter anderem als Admiral zwischen 1877 und 1879 Erster Seelord (First Sea Lord) war.

## Leben
George Greville Wellesley stammte aus adligen Familien von Offizieren und Staatsmännern. Er war das jüngste von sieben Kindern von Reverend Gerald Valerian Wellesley und dessen Ehefrau Lady Emily Maud Cadogan. Sein Großvater väterlicherseits war Garret Wesley, 1. Earl of Mornington, während sein Großvater mütterlicherseits Charles Cadogan, 1. Earl Cadogan war. Zu seinen Onkeln väterlicherseits gehörten Richard Wellesley, 1. Marquess Wellesley, William Wellesley-Pole, 3. Earl of Mornington, Arthur Wellesley, 1. Duke of Wellington und Henry Wellesley, 1. Baron Cowley, während zu seinen Onkeln mütterlicherseits Charles Cadogan, 2. Earl Cadogan und Admiral George Cadogan, 3. Earl Cadogan gehörten.
George Wellesley selbst trat 1828 als Kadett in die Royal Navy ein und fand nach Abschluss seiner Offiziersausbildung am Royal Naval College in Portsmouth 1834 zahlreiche Verwendungen als Seeoffizier und Stabsoffizier. Er kam unter anderem zum Einsatz in der Orientkrise 1840 sowie im Krimkrieg von 1853 bis 1856. Für seine Verdienste im Krimkrieg wurde er 1856 Companion des Order of the Bath (CB). Er war unter anderem Kommandant (Commanding Officer) der Fregatte HMS Daedalus sowie des Linienschiffs HMS Cornwallis. Im Juni 1865 wurde er als Konteradmiral (Rear-Admiral) Admiral-Superintendent der Königliche Marinewerft (Her Majesty’s Royal Dockyard Portsmouth) und bekleidete diese Funktion bis Juni 1869. Anschließend wurde er als Nachfolger von Vizeadmiral Rodney Mundy im Juni 1869 als Vizeadmiral (Vice-Admiral) erstmals Oberkommandierender der Flottenverbände in Nordamerika und Britisch-Westindien (Commander-in-Chief, North America and West Indies Station) und verblieb auf diesem Posten bis zu seiner Ablösung durch Vizeadmiral Edward Fanshawe im September 1870. Danach löste er im Oktober 1870 Vizeadmiral Hastings Yelverton als Oberkommandierender des Kanalgeschwaders (Commander-in-Chief, Channel Squadron) ab und übte diese Funktion bis September 1871 aus, woraufhin Vizeadmiral Geoffrey Thomas Phipps Hornby sein dortiger Nachfolger wurde.
Im September 1873 übernahm Vizeadmiral Wellesley von Vizeadmiral Edward Fanshawe wiederum den Posten als Oberkommandierender der Flottenverbände in Nordamerika und Britisch-Westindien und bekleidete diesen bis zu seiner Ablösung durch Vizeadmiral Astley Cooper Key im Dezember 1875. 1875 wurde er zudem zum Admiral befördert und übernahm zuletzt abermals als Nachfolger von Admiral Hastings Yelverton im November 1877 den Posten als Erster Seelord (First Sea Lord). Er bekleidete dieses Amt bis August 1879, woraufhin erneut Admiral Astley Cooper Key seine Nachfolge antrat. Am 23. April 1880 wurde er zum Knight Commander des Order of the Bath (KCB) geschlagen, so dass er fortan den Namenszusatz „Sir“ führte. Am 21. Juni 1887 wurde er außerdem zum Knight Grand Cross des Order of the Bath (GCB) erhoben.
George Greville Wellesley heiratete am 25. Oktober 1853 Elizabeth Doughty Lukin. Aus dieser Ehe ging die Tochter Olivia Georgiana Wellesley hervor, die mit dem Offizier, Diplomaten und Asienforscher Sir Henry Trotter verheiratet war.